# Кундик, Иван Кондратьевич
Иван Кондратьевич Кундик — советский хозяйственный, государственный и политический деятель, Герой Социалистического Труда.

## Биография
Родился в 1919 году в селе Фоевичи. Член КПСС.
С 1935 года — на хозяйственной, общественной и политической работе. В 1935—1987 гг. — работник Дятьковской типографии газеты «Фокинский рабочий», красноармеец, участник присоединения Западной Белоруссии, участник советско-финляндской войны, участник Великой Отечественной войны, заведующий клубом деревни Ушаково Богородского района Горьковской области, председатель колхоза имени XVII-го партсъезда, председатель колхоза «Искра» Богородского района, председатель Шварихинского сельского Совета, председатель колхоза «Заря» Богородского района Горьковской области.
Указом Президиума Верховного Совета СССР от 8 апреля 1971 года присвоено звание Героя Социалистического Труда с вручением ордена Ленина и золотой медали «Серп и Молот».
Умер в селе Подвязье в 1996 году.